# Stor-Djupbäckstjärnen
Stor-Djupbäckstjärnen är en sjö i Kalix kommun i Norrbotten och ingår i Kalixälven-Töreälvens kustområde. Sjön har en area på 0,13 kvadratkilometer och ligger 29 meter över havet.

## Delavrinningsområde
Stor-Djupbäckstjärnen ingår i det delavrinningsområde (732796-181618) som SMHI kallar för Mynnar i havet. Medelhöjden är 32 meter över havet och ytan är 7,93 kvadratkilometer. Räknas de 2 avrinningsområdena uppströms in blir den ackumulerade arean 10,76 kvadratkilometer. Avrinningsområdets utflöde mynnar i havet. Avrinningsområdet består mestadels av skog (84 procent). Avrinningsområdet har 0,19 kvadratkilometer vattenytor vilket ger det en sjöprocent på 2,4 procent.